# Friedrich Westphal

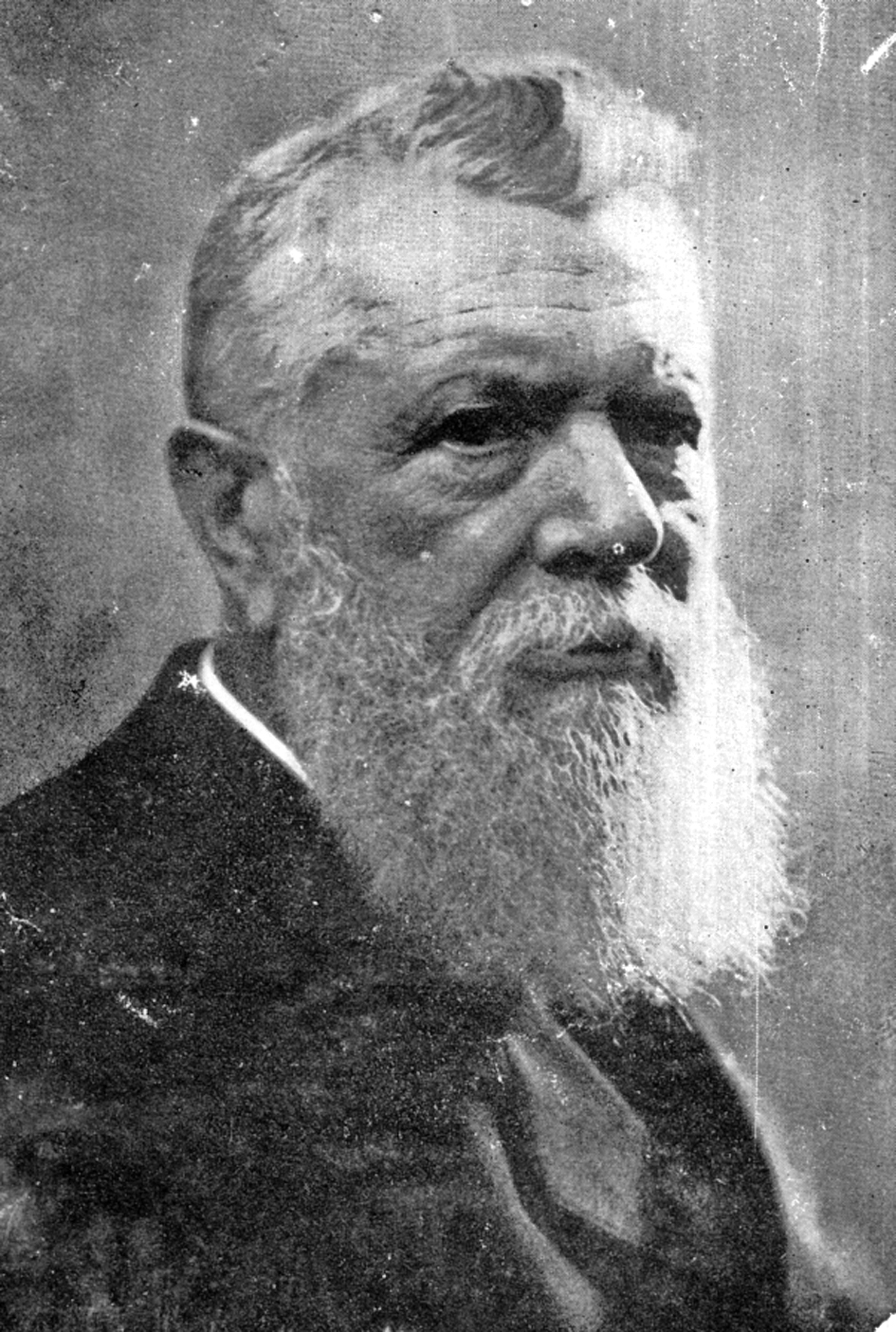
Friedrich Westphal um 1910

Friedrich Westphal (* 26. September 1835 in Duisburg; † 12. Dezember 1915 in Bergisch Gladbach) war ein deutscher Kaufmann und Unternehmer.

## Leben
Westphal wuchs als Sohn des Schiffbauunternehmers Johann Josef Westphal in Duisburg auf. Er besuchte hier ab 1847 das Gymnasium und verließ es mit dem Zeugnis für den Einjährig-Freiwilligen-Dienst. In der Tabakfabrik Arnold Böninger begann er eine kaufmännische Lehre. Dort blieb er bis 1865 als kaufmännischer Angestellter. Anschließend wechselte er zur Papierfabrik J. W. Zanders in Bergisch Gladbach unter dem Firmenchef Carl Richard Zanders. Hier erwarb er schon bald eine gesicherte Führungsposition. Am 18. August 1867 heiratete er seine Cousine Christiane von Oven, mit der er sieben Kinder hatte.

## Unternehmer
Mit dem Tod von Carl Richard Zanders am 23. August 1870 übertrug dessen Witwe Maria Zanders wichtige Aufgaben in der Leitung des Unternehmens an Westphal. Von jetzt an vergrößerte sich das Unternehmen kontinuierlich. 1876 erwarb man die Papiermühle Dombach hinzu, wo sich heute das Papiermuseum Alte Dombach befindet. Zusammen mit der Gohrsmühle und der Schnabelsmühle verfügte man jetzt über drei Standorte, die weiter ausgebaut wurden. Als 1886 die beiden Söhne von Maria Zanders Richard Zanders und Hans Zanders in die Firmenleitung eintraten, arbeitete er die beiden vier Jahre lang ein und verließ anschließend das Unternehmen in völliger Harmonie. Dem Haus Zanders blieb er auch weiterhin eng verbunden.
Er ließ 1891 das erste Postamt in Bergisch Gladbach bauen und verpachtete es an die Reichspost.

## Politik
Auch in der Lokalpolitik von Bergisch Gladbach engagierte sich Westphal. So war er zunächst als Stadtverordneter aktiv. Bald danach übernahm er das Amt als Beigeordneter. In diesen Ämtern konnte er wesentlich an der Weiterentwicklung von Bergisch Gladbach mitwirken. In seiner langjährigen Tätigkeit im Kreisausschuss setzte er sich für die Neuordnung der Kreissparkasse und als Kommissar der Alters- und Invalidenversicherung ein.

## Auszeichnungen
- Zwischen 1928 und 1937 hat die Stadt Bergisch Gladbach den Friedrich-Westphal-Weg im Stadtteil Heidkamp nach ihm benannt.[3]